# Wiedemannia martini
Wiedemannia martini är en tvåvingeart som beskrevs av Pusch 1996. Wiedemannia martini ingår i släktet Wiedemannia och familjen dansflugor. Inga underarter finns listade i Catalogue of Life.